# Підкамінь (фестиваль)
Підкамінь — щорічний міжнародний етнофестиваль, що проходив у селищі Підкамінь з 2007 по 2013 роки.

## Учасники за роком

### 2007
Етнографічний фестиваль «Підкамінь-2007» мав відбутися 20-22 липня у с. Підкамінь (Бродівський район Львівська область), але через техногенну аварію на Львівщині був перенесений на 24-26 серпня.
Список виконавців
«Гудаки», «Гуцул Каліпсо», «ДримбаДаДзиґа», «Замкова тінь», «Кому вниз», «Lomaga's Band», «Люди Добрі», «Оркестр VITO», «Поліна Віардо», «Пропала грамота», «Тарасова ніч», «ТІК» (Тверезість і культура)
Організатори
Організаторами фестивалю виступають мистецьке об'єднання «Дзиґа», громадське об'єднання «Вірменська 35», Управління культури та туризму Львівської обласної державної адміністрації, Бродівська райдержадміністрація та Підкамінська селищна рада.

### 2008

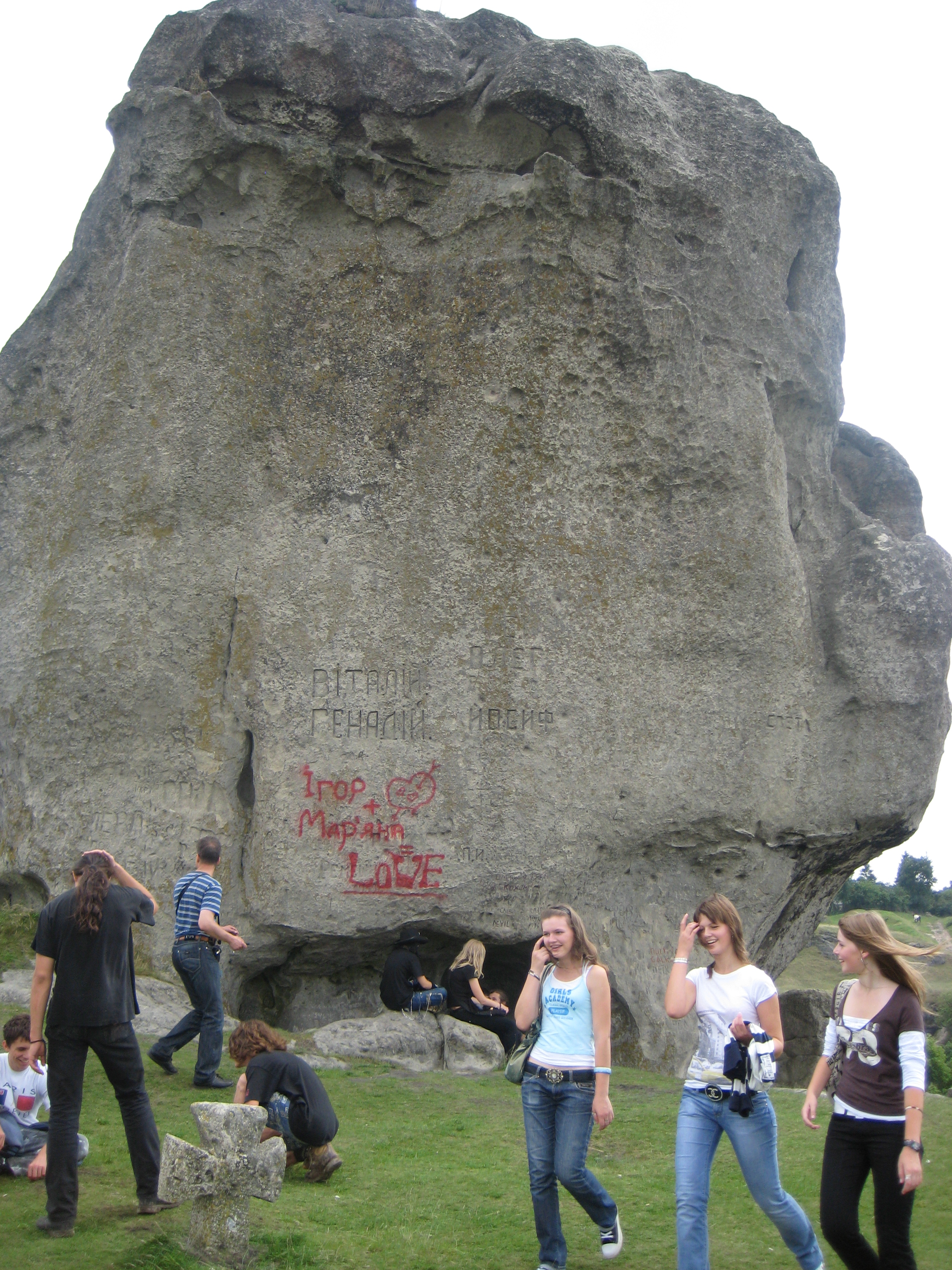
У 2008 році

Тривав з 25 по 27 липня 2008 р.
Список виконавців
«Атмасфера», «Бурдон», «Вій», «ГМД Вертеп», «ДримбаДаДзиґа», «Дивні», «Кораллі», «Мертвий півень», «Русичі», «Сонцекльош», «TaRuta», «Чоботи з бугая», «Юркеш»
Організатори
Управління культури та туризму Львівської обласної державної адміністрації, Бродівська районна державна адміністрація, Бродівська районна рада, Підкамінська селищна рада, Мистецьке Об'єднання «Дзиґа», Громадське Об'єднання «Вірменська 35», Львівська крайова організація «Молодий Народний Рух», Львівська обласна організація «Українська Народна Молодь», Об'єднання "Фестиваль «Підкамінь»

### 2009
Тривав з 24 по 26 липня.
Список виконавців

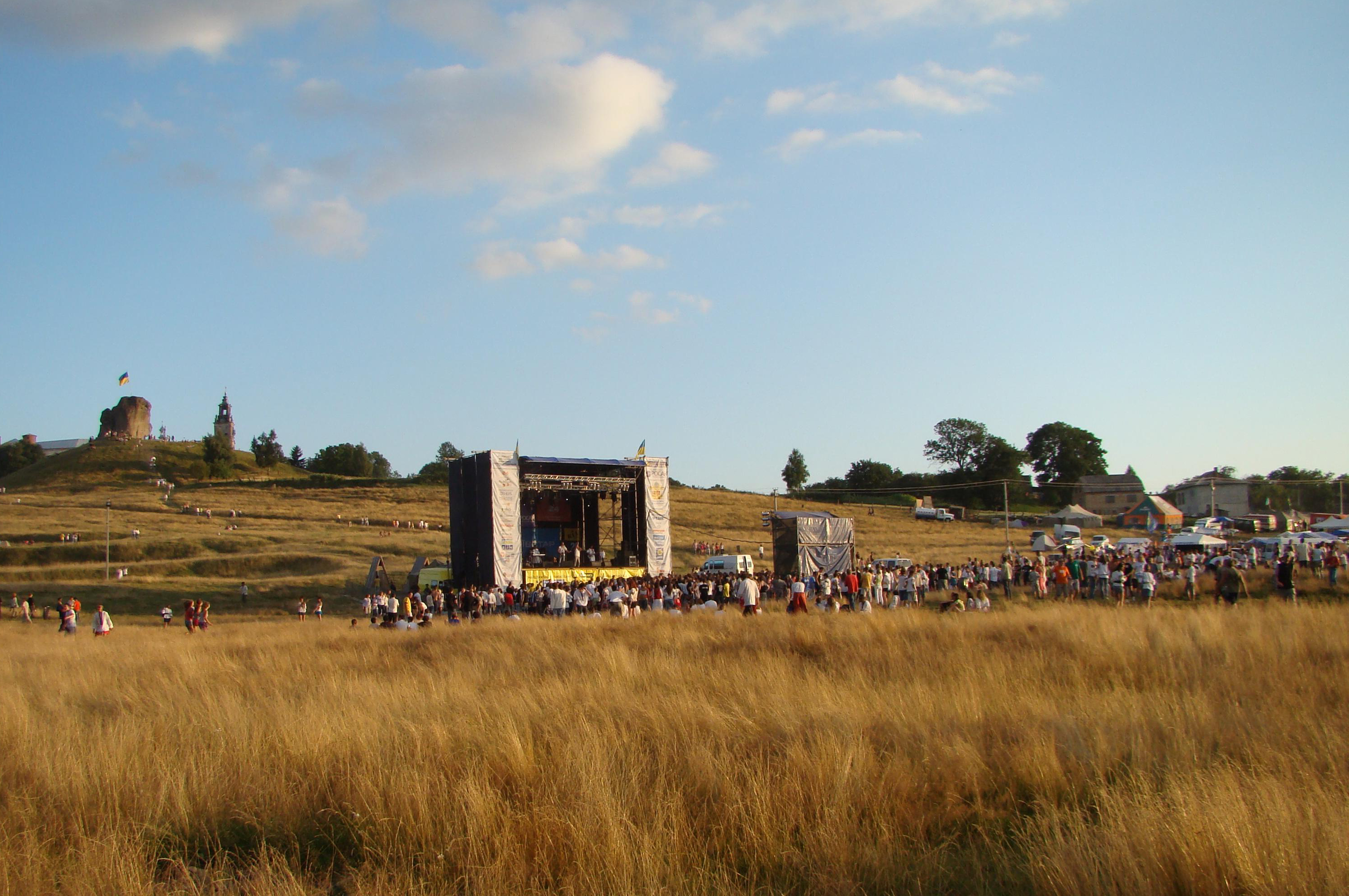
Фестивальне поле ввечері («Підкамінь» 2009)

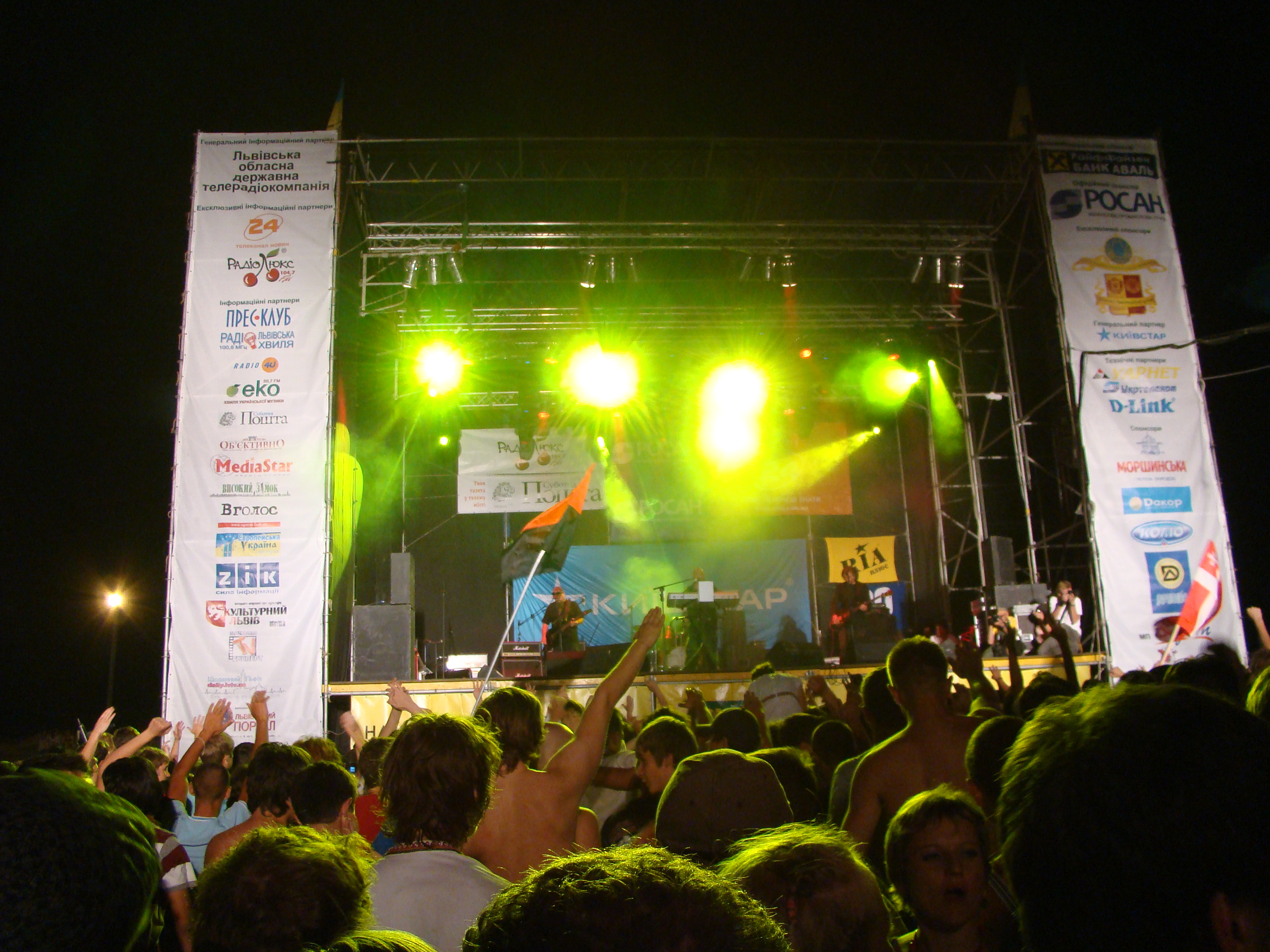
Підкамінь 2009, виступ Кому Вниz

«Ойра», «Очеретяний кіт», «Кораллі», «Тінь Сонця», «Кому вниз», «Етно XL», «Полікарп», «Русичі», «Unia» (Республіка Білорусь), «Mad Heads XL», «ТІК» (Тверезість і культура), «Дзвони», «Чорнобривці», «Made in Ukraina», «Опіум», «Атмасфера»
Організатори
Організатори етнофестивалю «Підкамінь»: Львівська обласна державна адміністрація, управління культури та туризму облдержадміністрації; служба у справах дітей облдержадміністрації; Львівський обласний центр соціальних служб для сім'ї, дітей та молоді; Бродівська районна державна адміністрація, Бродівська районна рада; Підкамінська селищна рада; молодіжна комісія Львівської архиєпархії Української греко-католицької церкви; згромадження ОО. Селезіян; Львівський обласний молодіжний центр праці; мистецьке об'єднання «Дзиґа»; Львівська крайова організація «Молодий Народний Рух»; Фотоклуб «13-й кадр»; громадське об'єднання «Камінь»; громадське об'єднання "Фестиваль «Підкамінь».

### 2010
1-й день, п'ятниця, 23 липня 2010 р.
- Крапка (Запоріжжя), Сонце (Київ), МАРТОВІ (Вінниця), Кораллі (Ів. Франківськ), Юркеш (Київ)

2-й день, субота, 24 липня 2010 р.
- Перлина степу (Київ), Бандурбенд (Харків), Камо грядеши (Київ), Unia (Білорусь), ТіК

3-й день, неділя, 25 липня 2010 р.
- В.Вермінський, Verlibena (Сімферополь), Цвіт Кульбаби (Ів. Франківськ), Веремій (Київ)

### 2011
1-й день, п'ятниця, 22 липня 2011 р.
- Verlibena (Сімферополь); АтмАсфера (Київ); TaRuta (Київ); ДримбаДаДзиґа (Київ); Веремій (Київ); Тінь Сонця (Київ).

2-й день, субота, 23 липня 2011 р.
- Називний відмінок (Тернопіль); Ренесанс (Ірпінь); Бандурбенд (Харків); Кораллі (Івано-Франківськ); Русичі (Білгород-Дністровський); Гайдамаки (Київ).

3-й день, неділя, 24 липня 2011 р.
- Тарасова Ніч (Львів), Оратанія (Львів), Ot Vinta! (Рівне)

### 2012
1-й день, середа, 8 серпня
- ORHOZER (Броди), Aurum (Буськ), НаВиворіт (Львів), Етнаterra (Володимир Волинський), Viter (Львів), Kraamola (Київ), Тінь Сонця (Київ)

2-й день, четвер, 9 серпня
- Другий поверх (Броди), В полі зору (Тернопіль), ДеСенс (Львів), Шосте чуття (Львів), Етсетера (Суми), Скрудж (Чернігів), Холодне Сонце (Тернопіль)

3-й день, п'ятниця, 10 серпня
- Арт-Міф (Стрий), Верлібена (Сімферопіль), Пан Пупец (Івано-Франківськ), ЧумацьКий шЛяХ (Хмельницький), Астарта та Діля (Київ), Бандурбенд (Харків), КораЛЛі (Івано-Франківськ)
- Літературна сцена: Ірина Мацко презентує книгу «Видавництва Старого Лева» м. Львів.

4-й день, субота, 11 серпня
- Остапа Стахіва (Львів), Крапка (Запоріжжя), Друге Сонце (Київ), Рокаш (Мукачево), Перкалаба (Івано-Франківськ), KOZAK SYSTEM (Київ)
- Літературна сцена: Зустріч з авторами видавництва Літературна агенція «Піраміда»: Олегом Куліковим, Василем Ґабором, Галиною Пагутяк, Ігорем Калинцем.

5-й день, неділя, 12 серпня
- Денна програма: (з 12:00 до 15:00 год.): Ольга Акулова (Донецьк), Теодор Кукуруза (Львів), Тарас Курчик (Львів)
- Вечірня програма (з 18:00 год.): Друже Музико (Одеса), Брат Кіндрат (Полтава), Liberty (Рівне), Оратанія (Львів)
- Літературна сцена: Зустріч з письменниками та поетами Літературного об'єднання «Sevama»: Оксаною Мазур, Володимиром Вакуленком, Романом Лаврентієм, Катериною Ляшевською, Оксаною Яблонською, Юлією Смаль, Тата Рівна. Презентація збірки Світлани Рудакевич «Невигаданий день» м. Броди.

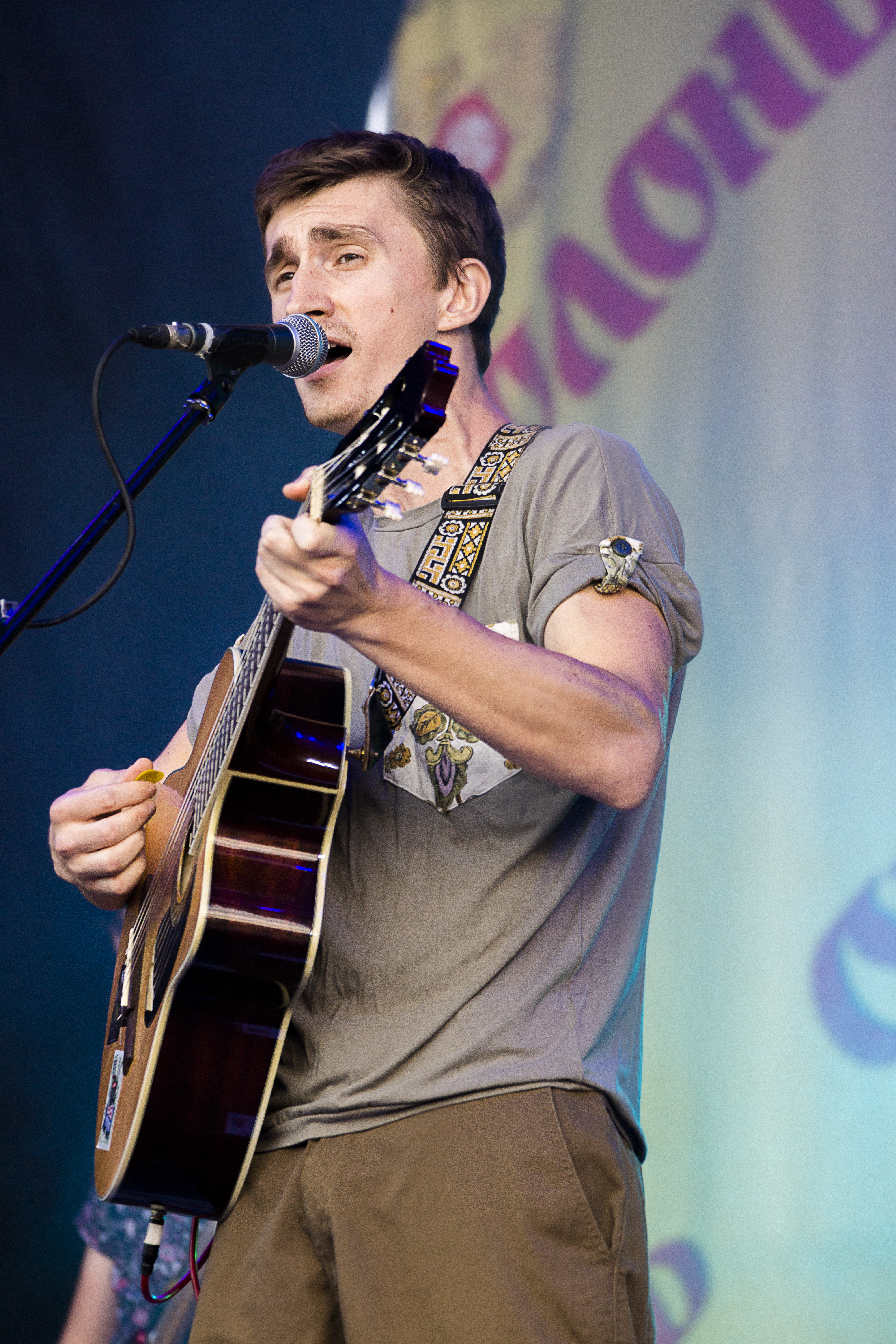
Гурт Триставісім в перший день фестивалю 19 липня 2013 року

### 2013

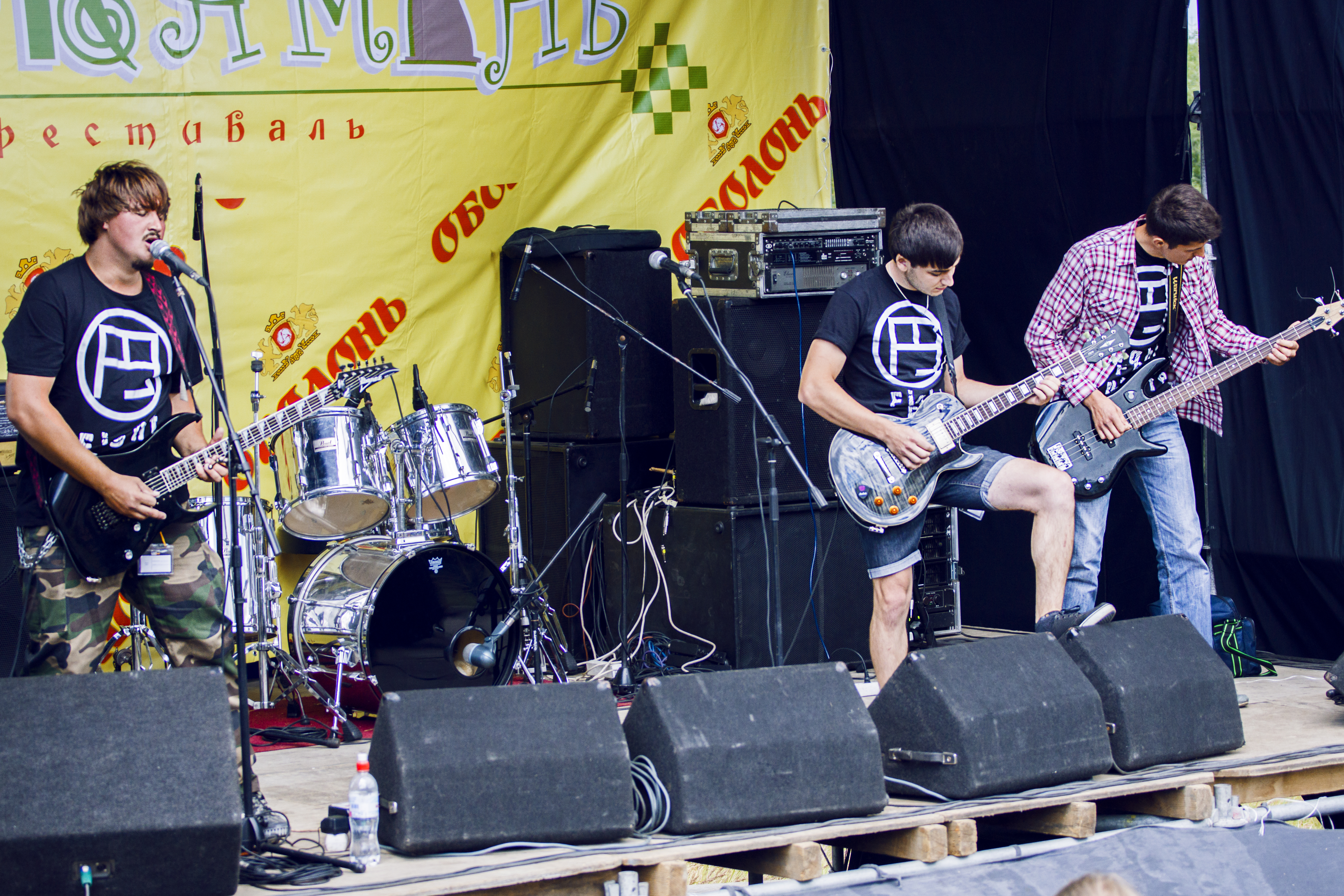
Гурт Fight For Future на третій день фестивалю Підкамінь 21 липня 2013 року

В цьому році фестиваль тривав три дні: з 19 по 21 липня.
1-й день, п'ятниця, 19 липня
- Денна програма: Трієст, Вільний погляд (Залізці), Liberty (Рівне), Ясон (Вінниця), По ту сторону (Рівне), Кофеін (Львів), Ворст (Рівне)
- Вечірня програма: Триставісім (Ужгород), Йорий Клоц (Львів), Svoboda (Росія), Пан Пупец (Івано-Франківськ), Бандурбенд (Харків), КораЛЛі (Івано-Франківськ), Кому Вниз (Київ)

2-й день, субота, 20 липня
- Денна програма: За Вікном (Київ), Дзвони Сонця (Городок), Квітка Року (Львів), Периферія (Чортків), Space Jam (Калуш), Інший Світ (Івано-Франківськ), Камо Грядеши (Київ)
- Вечірня програма: PAWA (Білорусь), ЧумацьКий шЛяХ (Хмельницький), АСТАРТА (Київ), Rock-H (Мукачево), Svjata Vatra (Естонія), Тартак (Луцьк)
- Літературна сцена: Томаш Деяк (Ужгород), Максим Кривцов (Київ), Марк Оплачко (Рівне), Тарас Герелюк (Львів), Вікторія Диkобраз (Рівне), Катерина Танчак (Івано-Франківськ), Лука Зайвий (Конотоп), «Вільний Мікрофон», «Хвилинка літ бомбардування», Дмитро Лазуткін (Київ)

3-й день, неділя, 21 Липня
- Денна програма: Hornets (Ужгород), Fight For Future (Радивилів), Різак (Калуш), Farinhate (Рівне), SoulMarket (Івано-Франківськ), Калич Блюз (Львів), К402 (Львів)
- Вечірня програма: Друже Музико (Одеса), «Як умієм orchestra», Los Colorados (Тернопіль), Цвіт Кульбаби (Івано-Франківськ), Ot Vinta (Рівне)
- Літературна сцена: Олег Куліков (Броди), Валентин Терлецький (Запоріжжя), Тарас Возняк (Львів), Максим Кідрук (Рівне)

### 2014
Не відбувся